# Quando vola il falco
Quando vola il falco è un romanzo d'avventura scritto da Wilbur Smith.

## Trama
È il 1860 quando Zouga e Robyn Ballantyne ritornano dopo lunghi anni in Africa per ritrovare il padre, Fuller Ballantyne, famoso medico, missionario e esploratore. Giunti a Città del Capo allestiscono una spedizione verso lo Zambesi, ma le loro strade presto si divideranno, la figlia Robyn animata da spirito missionario e dalla volontà di lottare contro la tratta degli schiavi, il figlio Zouga alla quasi esclusiva ricerca di fama e ricchezze, diretto verso il mitico e ricco regno di Monomotapa.
Le loro avventure si intrecciano con le avventure dei capitani Mungo St John, americano proprietario di un clipper negriero, e Clinton Codrington comandante della cannoniera inglese adibita alla caccia agli schiavisti.

## Edizioni
- Wilbur Smith, Quando vola il falco, traduzione di Marco Biondi, collana La Gaja Scienza 168, Longanesi, 1986,  p. 492, ISBN 88-304-0653-8.

- Wilbur Smith, Quando vola il falco, traduzione di Marco Biondi, collana TEA, Longanesi, 1995,  p. 492, ISBN 88-7819-752-1.

- Wilbur Smith, Quando vola il falco, traduzione di Marco Biondi, Teadue, TEA, 1995,  p. 492, ISBN 9788878197527.

- Wilbur Smith, Quando vola il falco, traduzione di Marco Biondi, Best TEA, TEA, 2009,  p. 418, ISBN 9788850219537.

- Wilbur Smith, Quando vola il falco, traduzione di Roberta Zuppet, HarperCollins, 28 gennaio 2021,  p. 688, ISBN 9788869058240.